# 新闸东站
新闸东站，是沪宁城际铁路上的一个预留车站，位于新闸镇东侧。